# Einig
Einig là một đô thị thuộc huyện Mayen-Koblenz bang Rheinland-Pfalz, phía tây nước Đức. Đô thị Einig có diện tích 3,09 km², dân số thời điểm ngày 31 tháng 12 năm 2006 là 149 người.